# Syarininae
Syarininae es una subfamilia de pseudoscorpiones de la familia Syarinidae.  

## Géneros
Según Pseudoscorpions of the World 1.2:
- - Anysrius Harvey, 1998
  - Syarinus Chamberlin, 1925